# Rana kommun
Rana kommun (norska: Rana kommune) är en kommun i Nordland fylke i norra Norge. Kommunens centralort är tätorten och staden Mo i Rana.
Kommunen gränsar i norr mot Meløy, Beiarns och Saltdals kommuner, i söder mot Hemnes kommun och i väster mot Nesna, Lurøy och Rødøy kommuner. Kommunen har också lång riksgräns mot Sverige i öster och sydost (Sorsele kommun och Storumans kommun i Västerbottens län, och Arjeplogs kommun i Norrbottens län).

## Administrativ historik
Den nuvarande kommunen bildades den 1 januari 1964 genom en sammanslagning av de tidigare kommunerna Mo och Nord-Rana, samt delar av de tidigare kommunerna Sør-Rana (området norr om Ranfjorden) och Nesna (Sjona-området).

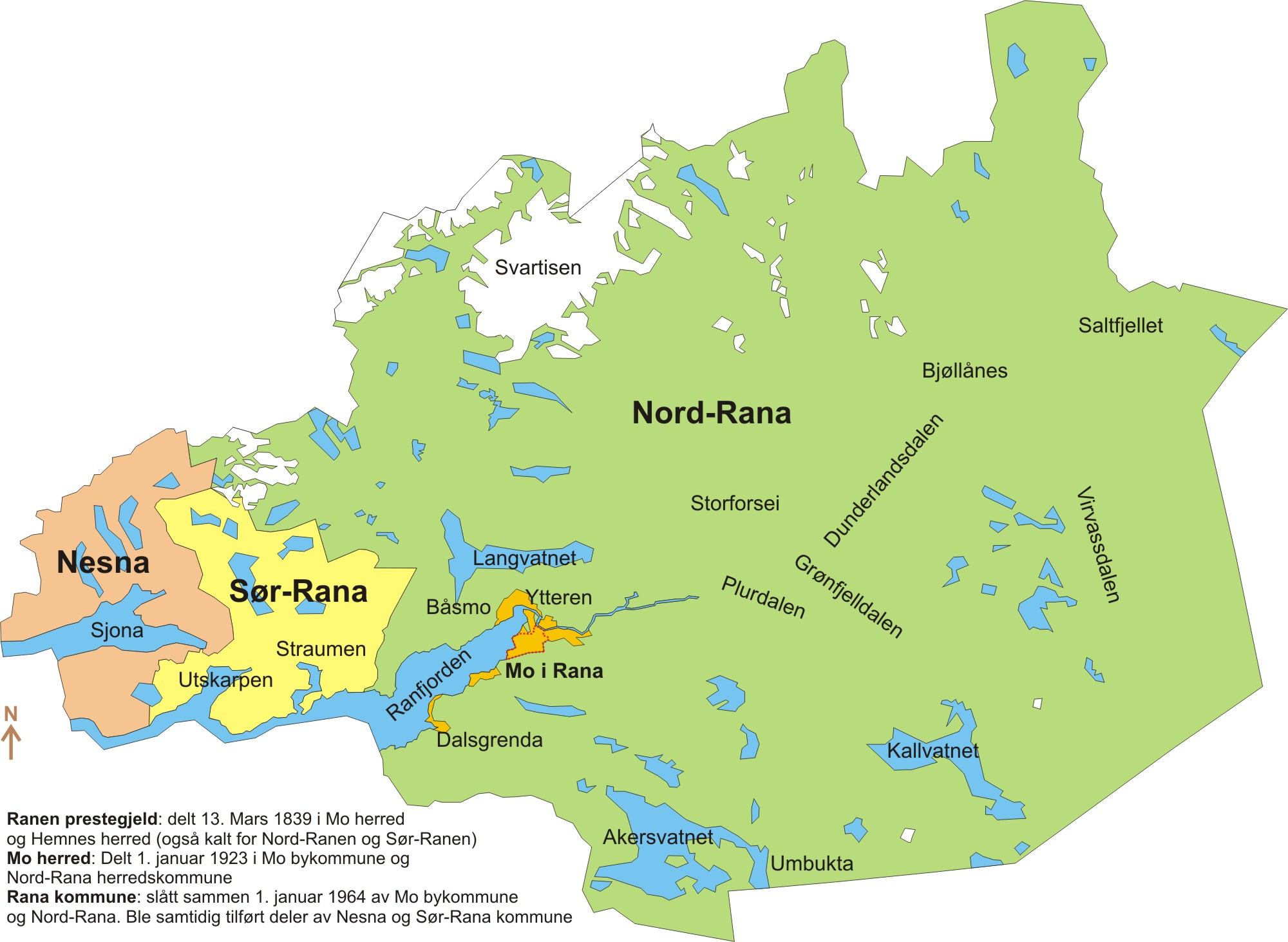
Karta över de områden som 1964 lades samman till nuvarande Rana kommun.

## Kommunvapen
Blasonering: Venstre skrådelt av grønt og gull.
(Ginstyckad i grön och guld.)
Kommunvapnet godkändes ursprungligen som kommunvapen för dåvarande Mo kommun genom kunglig resolution den 16 juni 1961. Efter att Mo kommun gått upp i Rana kommun 1964 godkändes samma kommunvapen för den nya storkommunen genom kunglig resolution den 5 mars 1965. Färgerna och den ginstyckade skölden står för skogen ovanför marken och mineralerna under den. Rana utgör den norra änden av det norska granskogsområdet och gruvdriften, särskilt baserad på järnmalm, har varit omfattande.

## Tätorter
I Rana kommun finns fyra tätorter:
- Alternes
- Hauknes
- Mo i Rana (centralort)
- Storforshei

## Socknar
Inom Norska kyrkan är Rana kommun indelad i sex socknar:
- Grubens socken
- Mo socken
- Nevernes socken
- Nord-Rana socken
- Røssvolls socken
- Sjona socken

Socknarna ingår i Indre Helgelands prosteri i Sør-Hålogalands stift.